# Leserbrief

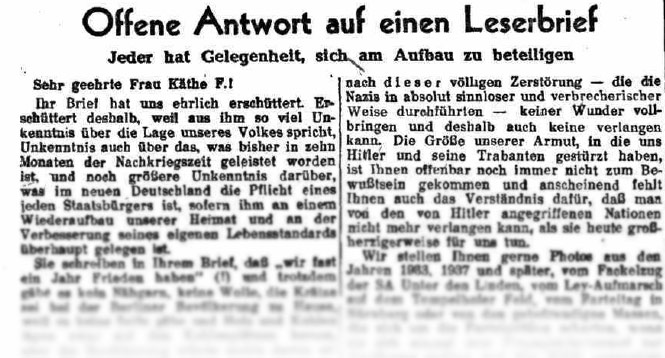
„Offene Antwort auf einen Leserbrief“. Berliner Zeitung 1946

Ein Leserbrief ist eine schriftliche Meinungsäußerung oder Information zu einem bestimmten Thema. Er reagiert im Normalfall auf Zeitungs- und Zeitschriftenartikel (oder Beiträge eines Internetforums, Blogs oder einer Newsgroup). Er greift einen Beitrag auf, stimmt zu, ergänzt oder widerspricht und stellt richtig.
Leser schickten ihre Briefe gewöhnlich auf dem Briefweg, später via Fax und seit Beginn des 21. Jahrhunderts immer häufiger als E-Mail. Sie zielen damit auf die Veröffentlichung in der entsprechenden Rubrik der Publikation. Die wenigsten Leserbriefe werden gedruckt, schon allein aus Platzgründen. Das Pendant zum klassischen Leserbrief der Zeitung heißt im Rundfunk Hörerpost, im Fernsehen Zuschauerpost und in der Welt der Blogs Leserkommentare. Rundfunkredaktionen widmeten der Hörerpost eigene Sendungen. Inzwischen hat sich das aufs Internet verschoben: Zeitungsredaktionen und Sender führen parallel zu ihren Beiträgen Blogs mit einer Kommentarfunktion.

## Geschichte
Leserbriefe kamen in der zweiten Hälfte des 18. Jahrhunderts auf, gekoppelt an die Verbreitung der Zeitung. Sie galten als wichtiges Instrument für den politischen Diskurs. Im angelsächsischen Sprachraum begannen alle Leserbriefe mit „Sir“, denn die Leserbriefschreiber sprachen damit direkt den Herausgeber an. Frühe deutsche Leserbriefe finden sich in der Zeitung für Städte, Flecken und Dörfer, insonderheit für die lieben Landleute alt und jung, die der evangelische Pastor Hermann Bräß (1738–1797) vom 1. November 1786 an in Wolfenbüttel herausgab.
Leserbriefautoren hatten in der Anfangszeit der Zeitung Korrespondentenfunktionen. Sie waren häufig die einzigen, die einen relevanten Vorgang direkt miterlebten. Die Redaktion behielt sich vor, dieser Nachricht zu trauen und sie abzudrucken. Es gab Fälle, bei denen Leserbriefautoren sogar honoriert wurden. Mit dem Aufkommen der Nachrichtenagenturen und der Telegrafie im 19. Jahrhundert rückte der Leserbrief etwas in den Hintergrund, weil ihn die Aktualität der Ereignisse überholte. Erst um 1970 begann man mit einer theoretischen Erforschung des Leserbriefs und räumte ihm wieder mehr Bedeutung ein. Die Sprachwissenschaft ordnet den Leserbrief den „judizierenden Textsorten“ zu, die Literaturwissenschaft der Rezeptionsästhetik. Mit dem Aufkommen der Blogosphäre ca. 1996 hat sich der Leserbrief immer mehr auf Kommentarfunktionen der Internetportale von Medienunternehmen verlagert.

## Auswahl
Leserbriefredaktionen wählen aus der Menge der Zuschriften oft nach medienspezifischen Kriterien aus (Nachrichtenwerte – d. h. Aktualität, Prominenz und Kompetenz des Urhebers etc.). Sie passen beim Abdruck mit Blick auf ihre Redaktionsprinzipien hausübliche Schreibweisen und Formalia an (z. B. Abkürzungen, Umstellungen, Substitutionen, so von Zahlen). Wenn an einem Leserbrief Kürzungen vorgenommen werden ist es üblich, sie kenntlich zu machen, etwa durch [...] an Stelle einer ausgelassenen Passage. Bei besonders umstrittenen Themen zu denen sehr viele Leserbriefe eingehen, sammeln Redaktionen mitunter die Zuschriften und drucken eine größere Zahl von ihnen auf einer besonderen Seite ab, wobei in der Regel darauf geachtet wird, möglichst alle Richtungen der eingegangenen Meinungsäußerungen zu berücksichtigen. Oftmals wird eine solche Sonderseite noch durch einen begleitenden Artikel zum Thema eingeleitet.
Hörer- und Zuschaueranrufe in laufende Rundfunksendungen, auch Mitmachsendungen genannt, sind oft ähnlicher Natur und wie Leserbriefe teils Bürgerjournalismus. Sendungen nur zu Hörer- und Zuschauerreaktionen sind jedoch selten.

## Seriöse und unseriöse Praktiken
Unseriöse Redaktionen schreiben sich Leserbriefe gelegentlich selbst, um für einen Artikel oder ein Thema öffentliches Interesse zu fingieren oder eine Kampagne zu starten oder zu führen, aber dafür nicht die volle Verantwortung zu tragen, sondern an fiktive Leser abzuwälzen. Ähnlich versuchen etwa Institutionen, Firmen usw. durch in Auftrag gegebene Leserbriefe eine positive Stimmung zu erzeugen oder negative Berichterstattung in ihrem Sinne zu korrigieren ohne dabei unter eigenem Namen aufzutreten. Dies kann z. B. geschehen, indem ein ehemaliger Mitarbeiter eines Unternehmens als vermeintliche, unbeteiligte Privatperson auftritt und das zuvor in der Zeitung kritisierte Unternehmen verteidigt. Dabei sind die Grenzen zwischen seriöser und unseriöser Praktik nicht immer klar zu ziehen, wenn etwa der genannte ehemalige Mitarbeiter eines Unternehmens zwar als Privatperson auftritt, einem Teil der Leser aber seine Verbindung zu dem betreffenden Unternehmen bekannt ist.
Die Richtlinie 2.6, die der Deutsche Presserat in seinem Pressekodex erlassen und zuletzt am 3. Dezember 2008 aktualisiert hat, sagt im Detail, was Redaktionen bei Leserzuschriften zu beachten haben. In aller Regel achten Redaktionen darauf, dass ihnen die Autoren der Briefe nach Name und Adresse bekannt sind. In heiklen Fällen gibt es bei einem Abdruck Anmerkungen wie „Der Schreiber ist der Redaktion bekannt“. Manche Redaktionen publizieren aber mehr und mehr auch Blogs und E-Mails, die als Urheber nur abgekürzte Namen, Spitznamen und Pseudonyme nennen.
Die Satirezeitschrift Titanic unterhält statt Leserbriefen eine Sparte „Briefe an die Leser“, in der sie in Briefform an ihre angeblichen Leser das Verhalten von Prominenten und das öffentliche Leben kommentiert, z. B.: „Sie, Ulrich Tukur, bekennen im Spiegel: ‚Ich weiß nur: Irgendwas tickt bei mir nicht richtig.‘...“.